# 青木進 (実業家)

## 概要
新潟県南魚沼市雲洞の出身。新潟県立六日町高等学校を卒業。郵政省簡易保険局勤務を経て、
越後上田郵便局長、信越郵便局長協会理事長、2016年5月22日、全国郵便局長会長に就任。2019年5月19日、全国郵便局長会会長を退任。郵便局物販サービス取締役会長に就任。2021年6月、郵便局物販サービス取締役会長退任。2023年4月29日、春の叙勲で瑞宝双光章を受賞。